# Église Saint-Gervais-et-Saint-Protais de Brion

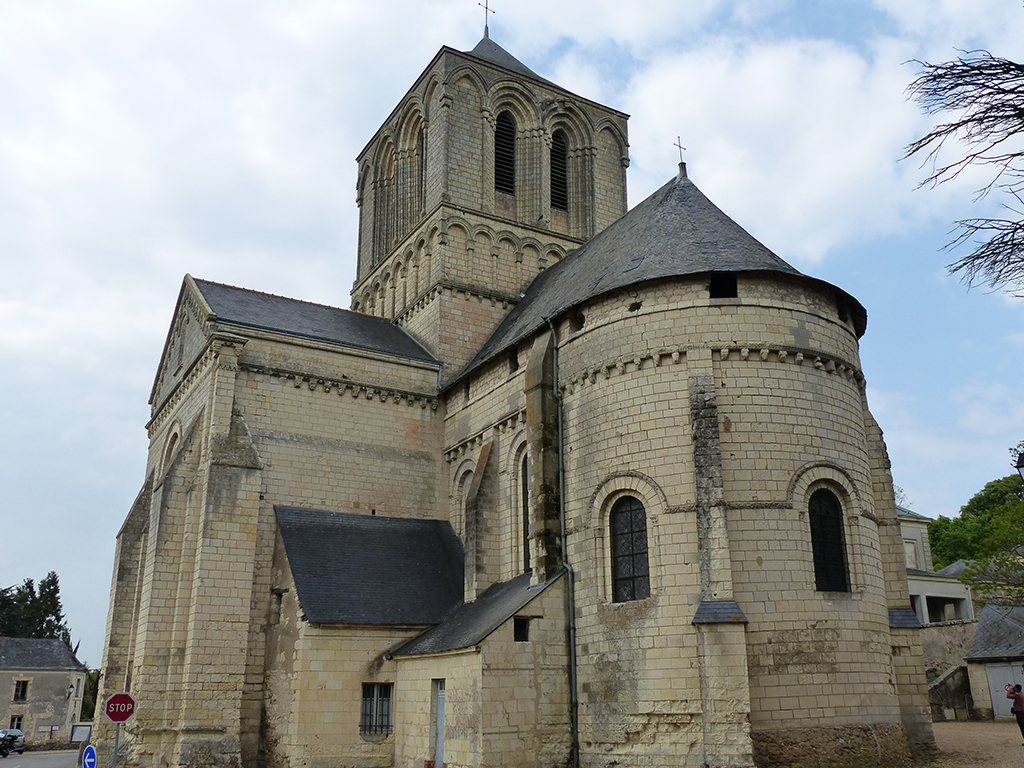
Église Saint-Gervais-et-Saint-Protais à Brion (Maine-et-Loire) vue côté abside.

L'église Saint-Gervais Saint-Protais est une église située sur la commune de Brion dans le département de Maine-et-Loire en France.

## Histoire
L'existence du bourg est attestée dès l'époque mérovingienne (Ve siècle) alors que la création de la paroisse remonte vraisemblablement au IXe siècle. De l'église primitive dédiée à saint Gervais et saint Protais, il ne subsiste aucun vestige. L'église actuelle du milieu du XIIe siècle a été grandement restaurée au XIXe siècle.

## Protection
Elle est classée au titre des Monuments historiques par arrêté du 8 août 1910.

## Architecture
Elle constitue un bel ensemble d'art roman angevin et adopte un plan en croix latine. Lorsqu'on pénètre à l'intérieur on est frappé par l'harmonie, le volume et la simplicité du vaisseau à deux travées de la nef, le rétrécissement de la croisée qui ouvre sur un sanctuaire baigné de lumière.
On y trouve de très beaux vitraux, notamment celui de la présentation de la Vierge au temple et la Vierge à l'enfant tenant le globe crucifère.

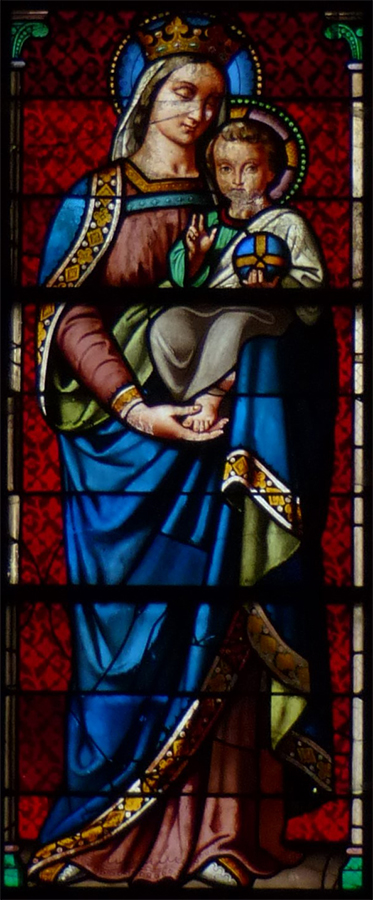
Vierge à l'Enfant tenant le globe crucifère
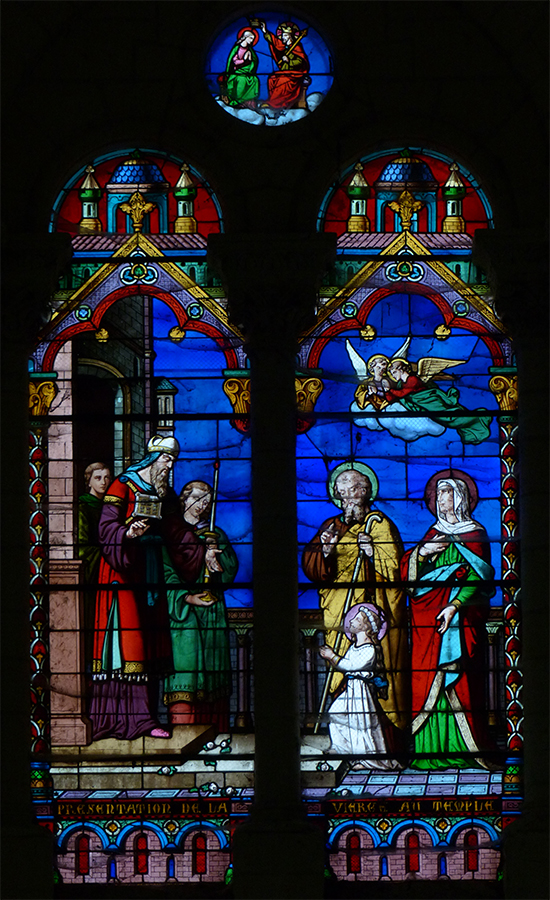
Présentation de la Vierge au temple